# Jukunoid jezici
Jukunoid jezici (privatni kod: [jukd]) skupina od (20) benue-kongoanskih [bcon] jezika koji se govore po afričkim državama Nigerija i Kamerun.
a. Centralni (14) 
a1. Jukun-Mbembe-Wurbo [jmbw] (12):
a. Jukun [jukn] (4): hõne, jibu, jukun takum, wãpha;
b. Kororofa [krrf] (3): jiba, wannu, wapan;
c. Mbembe [mbmb] (1): tigon mbembe;
d. neklasificirani (1): shoo-minda-nye;
e. Wurbo [wurb] (3): como karim, jiru, tita;
a2. Kpan-Icen [cjuk] (2): etkywan, kpan;
b. Yukuben-Kuteb [yakk] (5): akum, beezen, kapya, kutep, yukuben;
Bete [byf], Nigerija.

## Vanjske poveznice
- Ethnologue (14th)
- Ethnologue (15th)
- The Jukunoid Subgroup